# Bulbophyllum emiliorum
Bulbophyllum emiliorum là một loài phong lan thuộc chi Bulbophyllum.